# Пуласки (окръг, Индиана)
Окръг Пуласки (на английски: Pulaski County) е окръг в щата Индиана, Съединени американски щати. Площта му е 1127 km², а населението е 12 514 души (1 април 2020). Административен център е град Уинамак.